# Callientomon chinense
Callientomon chinense är en urinsektsart som beskrevs av Yin 1980. Callientomon chinense ingår i släktet Callientomon och familjen lönntrevfotingar. Inga underarter finns listade.